# Gorīz-e Karīdī
Gorīz-e Karīdī är en ort i Iran.   Den ligger i provinsen Khuzestan, i den västra delen av landet, 500 km sydväst om huvudstaden Teheran. Gorīz-e Karīdī ligger 82 meter över havet och antalet invånare är 293.
Terrängen runt Gorīz-e Karīdī är platt, och sluttar österut. Runt Gorīz-e Karīdī är det ganska tätbefolkat, med 144 invånare per kvadratkilometer. Närmaste större samhälle är Susa, 19,9 km norr om Gorīz-e Karīdī. Omgivningarna runt Gorīz-e Karīdī är i huvudsak ett öppet busklandskap.